# Blåsthul
Blåsthullet er en åbning på hovedet af hvaler, som svarer til næsebor hos andre dyr. Hvalerne ånder gennem blåsthullet, der er direkte forbundet til luftrøret. Hvaler kan derfor ikke få maden i den "gale hals". Når hvaler uddykker udstøder de komprimeret luft gennem blåsthullet. Når luften kondenseres dannes der en sky, kaldet blåst. Hvalobservatører kan se forskel på hvalarters blåst, bortset fra de små arter, hvis blåst sjældent er synlig.
Bardehvaler har to blåsthuller, mens tandhvaler kun har et. Kaskelothvalens blåsthul er asymmetrisk anbragt i venstre side.
Blåsthullet må ikke forveksles med åndehullet, der er åbningen i isen som hvaler og sæler udnytter til at ånde i isdækket vand.